# Nagy vidracickány
A nagy vidracickány vagy fürge vidracickány (Potamogale velox) az emlősök (Mammalia) osztályának az Afrosoricida rendjébe, ezen belül a Tenrecomorpha alrendjébe, a tanrekfélék (Tenrecidae) családjába és a vidracickányformák (Potamogalinae) alcsaládjába tartozó faj.
A nagy vidracickány a Potamogale nem egyetlen faja.

## Elterjedése
A nagy vidracickány a trópusi Nyugat- és Közép-Afrikában a tengerszinttől az 1800 méteres magasságig megtalálható. Az állomány nagysága nem ismert. Az állatok elterjedési területük legnagyobb részében feltehetően ritkán fordulnak elő. 1968-ban azonban felfedeztek egy nagyobb populációt a nigériai Obudu felföldi folyóinál.

## Megjelenése
Az állat fej-törzs-hossza 29 - 35 centiméter, farokhossza 24,5 - 29 centiméter és testtömege 450 - 600 gramm. Szőrzete puha és sima; a sűrű, rövid alszőrből hosszú, erős szálú szőrök nyúlnak ki. A bunda színe barna, alul fehér. Lapos fejét úszás közben fenntartja, hogy szemei, füle és orrlyukai kint legyenek a vízből. Szeme apró, és rossz a látása. Az állat szaglására és tapintására hagyatkozik. A tapintószőrök hosszúak és érzékenyek. Vadászat közben kitűnő szaglásán kívül tapintószőreire hagyatkozik. Farka izmos és oldalt lapított, így úszáskor „evezőként” szolgál; formája hasonlít az ebihal farkának alakjához.

## Életmódja
A nagy vidracickány a párzási időszak kivételével magányosan él. Tápláléka édesvízi tarisznyarákok, halak, rovarok és lárvák. Az állat legfeljebb 6 évig él.

## Szaporodása
A párzási időszak egész évben tart. Feltehetően két almot ellik évente a nőstény. Egy alomban 1 - 2 kölyök van.

## Rokon fajok
A nagy vidracickány legközelebbi rokonai és a Potamogalinae alcsalád többi faja a törpe vidracickány (Micropotamogale lamottei) és a ruwenzori vidracickány (Micropotamogale ruwenzorii).